# 북극해 회의
북극해 회의(Arctic Ocean Conference)에 관한 문서이다.
제1회 북극해 회의가 2008년 5월 27~29일 일루리사트(그린란드)에서 열렸다. 캐나다, 덴마크, 노르웨이, 러시아 및 미국은 북극해와 관련된 주요 문제를 논의했다. 이번 회의는 환경 규제, 해양 안보, 광물 탐사, 극지 석유 감독 및 운송에 대한 계획 때문에 의미가 깊었다. 회의가 끝나기 전에 참석자들은 일루리사트 선언을 발표했다.
이번 회의는 북극 5개국인 5개 지역 강국이 포함된 장관급 차원에서 개최된 최초의 회의였다. 이는 북극에서 여러 차례 영유권 분쟁이 있은 후 2007년 덴마크 외무부 장관 페르 스티그 묄러(Per Stig Møller)와 그린란드 총리 한스 에녹센(Hans Enoksen)의 초청으로 이루어졌다. 묄러는 "유엔이 해당 지역의 바다와 자원에 대한 권리를 누가 가질 것인지 결정할 때까지 우리는 북극 지역에서 우리의 의무를 계속 이행해야 한다. 우리는 규칙에 동의해야 하며 기후변화로 인해 더 많은 운송이 가능해질 경우 어떻게 해야 하는지에 대해 동의해야 한다"라고 말했다.

## 같이 보기
- 북극 이사회